# Taha Hussein
Taha Hussein (arabiska: طه حسين ), född 14 november 1889 i byn Izbet el Kilo i Al-Minya, Egypten, död 28 oktober 1973 i Kairo, var en av de mest tongivande egyptiska intellektuella och författarna. Han var en av förgrundsfigurerna för den egyptiska modernismen, samt utbildningsminister. Han erhöll FN:s pris för mänskliga rättigheter 1973.
Taha Hussein blev blind vid tre års ålder efter en ögonsjukdom, men kunde ändå studera. Han gick först kuttab (grundskola), och började 1902 vid Al-Azharuniversitetet där han studerade arabisk litteratur. Fastän han var blind och fattig, kunde han därefter, 1904, studera vid det nystartade, sekulära universitetet i Kairo, där han 1908 doktorerade i arabisk litteratur och från 1919 professor. Därtill var han grundare av och den första rektorn vid universitetet i Alexandria. Han studerade även i Frankrike, där han tog ytterligare två examina, en fil.kand. vid universitet i Montpellier, och en doktorsgrad vid Sorbonne, 1918. I Frankrike träffade han också sin hustru Suzanne, som hjälpte honom att läsa.
Redan tidigt började Hussein skriva romaner och essäer. Hans självbiografi, al-Ayyam, har översatts till engelska med titeln An Egyptian Childhood. Trots sitt akademiska intresse för den arabiska kulturen, var han förespråkare för faraonismen, och ansåg att den egyptiska och den arabiska kulturen var diamentralt olika. 
En viktig episod i hans liv, var när han under 1920-talet ifrågasatte autenticiteten i den förislamiska arabiska poesin i boken في الشعر الجاهلي . Detta ledde till starka reaktioner, och boken brändes offentligt. Han åtalades för att ha förolämpat islam, men friades eftersom boken var ett akademiskt verk. Den återutgavs efter en tids förbud, något modifierad.
1950-1952 var han till utbildningsminister i Egypten, och införde fri skolgång på grundnivå. Han var en av de mest framträdande förespråkarna för revolutionen 1952.
Efter hans död gav hans änka ut sin självbiografi Ma'ak (Med dig).